# ویلارد (کلرادو)
ویلارد (به انگلیسی: Willard) یک منطقهٔ مسکونی در ایالات متحده آمریکا است که در شهرستان لوگان، کلرادو واقع شده‌است. ویلارد ۱٬۳۲۲ متر بالاتر از سطح دریا واقع شده‌است.